# Chronologie de Prague
Pour un article plus général, voir Prague.
Cette chronologie de Prague liste les principaux évènements historiques de la ville de Prague qui est la capitale et la plus grande ville de la République tchèque.

Drapeau de Prague

## Moyen Âge
- 870 : Fondation du château de Prague.
- 973 : Le couvent Saint-Georges (basilique Saint-Georges) est établi dans le château de Prague.
- Xe siècle : Forteresse de Vysehrad construite[1].
- 1085 : Prague devient la capitale des rois de Bohême - Vratislav II est le premier roi couronné dans l'histoire tchèque.
- Années 1100-1200 : construction des rotondes romanes Saint-Longin, Sainte-Croix et Saint-Martin.
- 1140 : fondation du monastère de Strahov.
- 1230 : la ville (Stare Mesto seulement) compte de 3000 à 4000 habitants.
- 1233 : fondation du couvent Sainte-Agnès.
- 1261 : Ottokar II de Bohême couronné à Prague.
- 1270 : construction de la Synagogue Vieille-Nouvelle[2], la plus ancienne d'Europe toujours en activité.
- 1344 : Prague est élevée au rang d'archevêché[3]. Début de la construction de la cathédrale Saint-Guy.
- 1347 : Fondation de la Nouvelle-Ville de Prague[4], décidée par Charles IV pour étendre la Vieille-Ville de Prague enserrée dans ses murailles du XIIIe siècle.
- 1348 : Fondation de l'université Charles de Prague, la première université d'Europe centrale et la plus ancienne université de langue allemande[5].
- 1355 : Charles IV fait de Prague la capitale du Saint-Empire romain germanique[1]. Installation de l'horloge publique[6].

- 1357-1380 : construction du pont Charles[1].
- 1360-1362 : construction du Mur de la Faim.
- 1370 : la ville compte environ 40 000 habitants.
- 1376 : Venceslas IV est le premier roi de Bohême couronné selon un nouveau rituel du sacre établi par son père, l’empereur Charles IV, qui allait être pratiqué au château de Prague jusqu'en 1836, date du couronnement de Ferdinand Ier d'Autriche.
- 1378 : Réforme de Jan Hus.
- 1380 : Construction par Mathieu d’Arras et Peter Parler de l'église Notre-Dame du Týn[7].
- 1410 : Horloge astronomique installée à l'hôtel de ville[8].
- 1419 : Première défenestration de Prague[9].
- 1475 : Tour poudrière construite[7].
- 1478 : Cimetière juif en fonction.

## Époque moderne

### XVIesiècle
- 1535 : construction de la synagogue Pinkas.
- 1537 : construction du belvédère de la reine Anne dans les jardins du château.
- 1567 : achèvement du palais Schwarzenberg.
- 1580 - Loew aurait inventé le Golem de Prague[10].

- 1583 : Règne de Rodolphe II - la cité est à nouveau capitale du Saint-Empire et centre culturel de l'Europe.
- 1600 : la ville compte 60 000 habitants.

### XVIIesiècle
- 1618 : Deuxième défenestration de Prague qui déclenche la guerre de Trente Ans[1].
- 1620 : Défaite des armées tchèques à la bataille de la Montagne Blanche.
- 1621 : Exécution de 27 nobles tchèques et allemands sur la place de la Vieille-Ville.
- 1631 : Début de la construction du sanctuaire Notre-Dame-de-Lorette.
- 1635 : Paix de Prague entre l'empereur et certains princes protestants dans le cadre de la guerre de Trente Ans.
- 1648 : La rive gauche de Prague (y compris le château) est occupée et pillée par les armées suédoises.
- 1650 : la colonne de Marie est édifiée pour commémorer la fin de l'occupation suédoise[7].
- 1679-1691 : construction du château de Troja.

### XVIIIesiècle
- 1707 : fondation de l'université technique de Prague.
- 1741 : Occupation par les armées franco-bavaroises lors de la guerre de Succession d'Autriche[1].
- 1744 : Occupation par l'armée prussienne[4].
- 1755 : achèvement de l'église Saint-Nicolas de Mala Strana.
- 1757 : Bataille de Prague entre Prussiens et Autrichiens[9],[11].
- 1781 : création de la Bibliothèque Universitaire Impériale et Royale, future Bibliothèque nationale de Prague.
- 1783 : inauguration du Théâtre des États[12].
- 1784 : Les quatre villes pragoises se réunissent en une ville appelée Prague, qui compte 75 000 habitants. L'hôtel de ville de la Vieille-Ville devient le siège du pouvoir administratif.
- 1787 : Première de l'opéra Don Giovanni de Wolfgang Amadeus Mozart au théâtre des États à Prague[12].
- 1796 : Académie des Beaux-Arts établie.

## Époque contemporaine

### XIXesiècle
- 1804 : la ville compte 76 000 habitants.
- 1837 : la ville compte 105 000 habitants.
- 1848 : Congrès slave de Prague. Soulèvement populaire lors du Printemps des Peuples.
- 1850 : Josefov devient une partie de la ville. Celle ci compte avec ses banlieues 157 000 habitants.
- 1866 : signature du traité de Prague[9] entre la Prusse et l'Empire autrichien.
- 1868 : Synagogue espagnole construite.
- 1869 : ouverture du cimetière national de Vysehrad.
- 1871 : inauguration de la gare centrale de Prague.
- 1880 : Population de 300 000 habitants[13].
- 1883 : Vyšehrad devient une partie de la ville[1].
- 1884 : Holešovice devient une partie de la ville[1]. Ouverture du Café Slavia.
- 1885 : 
  - Théâtre national tchèque construit[13].
  - Rudolfinum et musée des Arts décoratifs ouverts.
- 1890 : 
  - Inauguration du musée national de Tchéquie[13].
  - Inondations catastrophiques[13].
- 1891 : 
  - Exposition générale du centenaire de la terre (1891) au nouveau Centre des Expositions.
  - Construction de la tour d'observation de Petrin[14] et du Funiculaire de Petrin.
  - Inauguration du nouveau cimetière juif de Prague.
- 1892 : création du club omnisports du Slavia Prague.
- 1893 : création du club omnisports du Sparta Prague.
- 1896 : 368 000 habitants[15].

### XXesiècle
- 1901 : Libeň devient une partie de la ville[1]. Celle ci compte avec ses banlieues 514 000 habitants.
- 1905 : 
  - ouverture de la collection de sculptures du Lapidarium.
  - inauguration de l'hôtel Europa en style Art nouveau.
- 1906 : 
  - ouverture de l'hippodrome de Prague-Velka Chuchle.
  - ouverture de la synagogue du Jubilé et fondation du musée Juif.
- 1908 : ouverture du musée national des Techniques.
- 1909 : Smíchov devient une partie de Prague.
- 1912 : 
  - ouverture de la Maison municipale en style Art nouveau.
  - construction de la Maison à la vierge noire et de la maison Diamant, premiers bâtiments cubistes.

- 1918 : Indépendance de la Tchécoslovaquie dont Prague devient la capitale[9].
- 1922 : Création du Grand Prague, qui compte désormais 19 arrondissements et 37 communes. Vinohrady, Žižkov, Troja, Karlín, Smíchov, Bubeneč, Břevnov, Podoli, et d'autres communes sont intégrés. 676 000 habitants au total.
- 1923-24 : construction des édifices cubistes Legiobanka, palais Adria et palais de la Radio.
- 1925 : 718 000 habitants.
- 1928 : 
  - création de l'Observatoire astronomique Stefanik.
  - construction du palais des foires et expositions dans le style du Bauhaus.
- 1929 : achèvement de la façade de la cathédrale Saint-Guy.
- 1930 : Prague compte 850 000 habitants[9].
- 1931 : ouverture du zoo de Prague.
- Après 1931 : création des studios de cinéma de Barrandov.
- 1934 : création de l'Orchestre symphonique de Prague[16].
- 1937 : ouverture de l'aéroport de Prague.
- 1938 : Invasion des Sudètes par les armées allemandes, puis de tout le pays en 1939[9].
- 1942 : Attentat contre Reinhard Heydrich suivi d'une vague de terreur nazie.
- 1945 : 
  - Bombardement allié dont Dresde, située à 200 km était la cible.
  - 5 mai au 11 mai : Sachant l’arrivée des armées soviétiques imminente, la population de Prague se soulève contre l’occupant nazi.
  - Libération de la ville par la résistance et entrée des troupes de l'Armée rouge.
  - Expulsion de citoyens allemands.
- 1946 : création du Festival international de musique du Printemps de Prague[17].
- 1948 : Klement Gottwald déclenche le coup de Prague, un putsch communiste, depuis le balcon du palais Kinský sur la place de la Vieille-Ville.
- 1950 : Prague compte 930 000 habitants.
- 1952 : Procès de Prague et purges communistes.
- 1954-56 : construction de l'hôtel International Prague en style stalinien.
- 1960 : Les villages de Ruyzne et Cimice sont intégrés à la ville.
- 1968 : 
  - Le Printemps de Prague se termine par l'invasion des armées du pacte de Varsovie, c'est le début de la normalisation en Tchécoslovaquie[18].
  - Les communes de Velka Chuchle et Kbely sont intégrées à la ville. Création du musée de l'aviation à Kbely.
- 1969 :
  - 16 janvier 1969 : Jan Palach, un étudiant à la faculté des lettres de l'université Charles âgé de 21 ans, s'immole par le feu pour protester contre l'occupation de son pays par les troupes du pacte de Varsovie. Son nom devient aussitôt le symbole de la résistance tchécoslovaque à l'oppression.
  - création du jardin botanique de Prague.
- 1973 : signature du traité de Prague entre l'Allemagne et la Tchécoslovaquie.
- 1974 : Première ligne du métro de Prague.
- 1975 : 1 100 000 habitants[19].
- 1985-1992 : construction de la tour de télévision de Žižkov.
- 1989 :
  - 17 novembre 1989 : une manifestation estudiantine durement réprimée marque le début de la révolution de Velours[20].
  - Décembre 1989 : Václav Havel est élu président.
- 1992 : inscription du centre historique de Prague sur la liste du patrimoine mondial de l'UNESCO.
- 1er janvier 1993 : Divorce de velours de la Tchéquie et de la Slovaquie, Prague capitale de la République Tchèque[4].
- 1995 : première édition du marathon de Prague.
- 1996 : construction par Frank Gehry de la maison dansante.

### XXIesiècle
- 2002 : 
  - Aout, inondations qui nécessitent l'évacuation de parties entières de la ville sans pertes humaines ni destruction majeure de bâtiments[21].
  - Sommet de l'OTAN à Prague en novembre.
- 2004 : inauguration de la salle omnisports O2 Arena.
- 2006 : 
  - Le palais Škoda, un édifice de style art déco construit au tournant des années 1920 et 1930, par l'architecte Pavel Janák pour abriter la direction générale des usines automobiles Škoda, devient le nouvel hôtel de ville de Prague.
  - Septembre : L'administration du château de Prague restitue la cathédrale à l'Église catholique romaine.
- 2007 : retour du Codex Gigas à Prague, après 379 ans.
- 2010 : 1 300 000 habitants.
- 2020 : reconstruction de la colonne de Marie à son emplacement sur la place de la Vieille-Ville[22].